# Taeniophyllum fragrans
Taeniophyllum fragrans är en orkidéart som beskrevs av Rudolf Schlechter. Taeniophyllum fragrans ingår i släktet Taeniophyllum och familjen orkidéer. Inga underarter finns listade i Catalogue of Life.